# 医療保護入院
医療保護入院（いりょうほごにゅういん）は、精神保健及び精神障害者福祉に関する法律33条に定められている精神障害者の入院形態の1つ。入院を要する精神障害者は、その性質上、自ら必要な医療にアクセスする判断ができないことがある。自傷他害のおそれがある場合は措置入院または緊急措置入院として強制入院となりうるが、そこまでの症状がなくとも強制入院させることが必要であると判断されるときに適用される。1950年の精神衛生法制定から1995年までの法改正までは同趣旨の制度を同意入院と称していた。
- 精神科への入院[1]
  - 自発入院 - 任意入院
  - 非自発入院
    - 措置入院 / 緊急措置入院
    - 医療保護入院 / 応急入院

強制入院制度としては、自傷他害のおそれを要求しないこと、公権力の責任で行うものではなく病院と家族の意思に基づくことが比較法的にも特異である。

なお当該精神保健福祉法第三十三条にて規定されている医療保護入院の要件に違反せず人を医療保護入院させる行為は逮捕監禁罪の違法性阻却要件に該当するが当該医療保護入院の要件に違反して人を医療保護入院させる行為は逮捕監禁事犯である。

また当該精神保健福祉法第三十四条第一項及び第二項にて規定されている医療保護入院に係る移送の要件に違反せず人を移送する行為は略取・誘拐罪の違法性阻却要件に該当するが当該医療保護入院に係る移送の要件に違反して人を移送する行為は略取・誘拐事犯である。

## 要件
本措置においては、以下の3要件を満たす必要がある。
1. 精神保健指定医による診察の結果、精神障害者であり、かつ、医療及び保護のため入院の必要がある者であつて当該精神障害のために任意入院が行われる状態にないと判定されたものであること（33条1項1号）、または34条1項の規定により移送された者であること（33条1項2号）。
2. 家族等のうちいずれかの者の同意があること（33条1項柱書、33条2項）または居住地の市町村長の同意があること（33条3項）[1]。
3. 入院の告知義務（33条の3第1項）。ただし病状に鑑み入院4週間まで告知を保留することができる（33条の3第1項ただし書）。

### 精神保健指定医の診察による判定（1号）
1号については、精神障害者に医療及び保護のため入院の必要があることを要する。当該精神障害の治療でなくともよく、例えば統合失調症患者に癌の手術を受けさせるために、総合病院の精神病床に医療保護入院させることもできる。
医療又は保護のいずれかの必要があるだけでは入院させられないが、これらの区別を含め、どのような場合が医療及び保護のため入院の必要があるといえるかについては、具体化された基準に乏しい。
- 精神保健指定医の診断について日本精神科救急学会は「精神科病棟を収容施設から治療施設に変える」との理念のもと、判定ガイドラインを作成している[1]。
- 認知症の入院適応については、「認知症患者について認知症の人の精神科入院医療と在宅支援のあり方に関する研究会報告書(案)」が、措置症状のほかは、妄想・幻覚・落ち込み・苛立ちが目立つか、些細な事で怒り出し、暴力につながるといったことで、本人・家族の生活が阻害され非薬物療法で改善せず、拒薬や治療拒否があり、薬剤調整など認知症を専門とする医師による入院治療が必要とされる場合、と明確化しているのみである。

当該精神障害のため、任意入院が行われる状態にないとは、単に任意入院に同意しないことを指すのではなく、病識がないとか判断力が低下しているといった、入院治療の当否を自己決定するについての能力不足を必要とする。逆に、こうした能力不足があれば、たとえ表面的に同意ととれる行動があっても、任意入院を行うことはできない。
これらについては、全て精神保健指定医の判定に係らしめて、可及的に医学的正確性を担保するようにしている。ただし緊急やむを得ない時は、精神保健指定医に代えて特定医師の判定であっても、12時間を限り入院可能としている（33条4項）。

### 移送制度（2号）
従前、病院受診へ本人が抵抗するために医療保護入院が困難であるときに、家族が搬送業者や警備会社へ依頼して拉致同然に病院へ搬送することがあった。こうした事態へ対応するために、医療保護入院等のための移送の制度が整備された（34条）。通常、家族が保健所や病院に事前相談し、嘱託の指定医が居宅で診察し、移送を決定して病院へ移動する、という流れが想定されている。移送の要件としては、本人の症状が応急入院相当に緊急かつ重大であることを要するほか、入院先も応急入院指定病院でなければならない。
本条が整備された後も、本条によらず民間業者により搬送する例が多く本条による搬送は低調である。これは、適用すべき事態が、救急を要する場合なのか、他の手段を尽くしても受診できないときの最終手段であるのかといったことについて立案時から趣旨不明であった結果、各自治体が運用を控えていることや、移送先が応急入院指定病院に限られていることが理由に挙げられる。
移送制度の整備後に、民間の患者搬送車による業者の搬送が違法であるとして、損害賠償請求が認容された裁判例がある。
精神保健指定医による診察の結果その診察を受けた者が医療保護入院又は応急入院の要件に該当する者であると判定された場合はその者は保健所などの行政機関によって精神科病院に移送される事となる。

精神障害者の居住する場所に精神保健指定医が往診して移送が決定される事が多い。

なおこの医療保護入院等のための移送は措置入院に係る移送と違い移送する精神障害者に対し行動制限を履行する事ができないため強制的に移送する精神障害者を移送する事ができない。

そのため移送中に逃げ出す事もできるので医療保護入院又は応急入院を合法的に回避する事ができる。

また措置入院に係る移送と違い移送を行う事を移送する精神障害者に対し通知する必要がない。

また医療保護入院等のための移送に係る診察は強制的に履行する事ができないため精神障害者はその診察を回避する事ができる。

そのため移送を回避する事ができるので医療保護入院又は応急入院を合法的に回避する事ができる。

### 家族等または市長の同意
行方不明、能力喪失、利益相反等の一定の欠格事由がある者を除く配偶者、親権行使者、扶養義務者、後見人または保佐人のいずれかが同意することが要件とされている。これらの者を家族等と呼ぶ。家族等がないか家族等の全員が意思を表示することができないときは、居住地の市町村長の同意による。
家族等がいて連絡可能であり、かつ同意をしないときは医療保護入院ができない。これには、本人への関与の拒否を示したり何らの応答もしようとしない場合を含む。

## 効果

### 医療保護入院の成立
要件を満たした場合であっても、最終的に入院させるかは病院管理者（通常は、その権限を委任された主治医）の裁量による。
管理者は、入院後10日以内に、同意した家族等の同意書を添えた入院届（通常、薄黄色のA3判書式が用いられるために「黄紙」と称されることがある。）を都道府県知事に提出しなければならない（33条7項）。平成25年改正では、医療保護入院の入院届には退院後生活環境相談員の氏名や入院期間をも記載した入院診療計画書を添付することとされた（施行規則13条の4第1号ヲ）。

### 入院の継続、終了
- 33条1項の反対解釈として、「医療及び保護のために入院の必要がある」といえなくなるか、これがあるとしても任意入院が行える状態になるか（実際に任意入院を行うかとは関係がない）のいずれかを満たせば退院させなければならない。いずれも満たさなければ、原則として無期限に入院を継続することができるが、33条1項の「入院させることができる」との表現から、管理者は裁量で退院させることもできる。
- 入院時や措置入院の解除と異なり、指定医の判断を介在させる必要はない。従来は同意者（保護者）が退院を要求すれば退院させなければならないと考えられてきたが、平成25年改正の頃から、同意者の退院要求があっても管理者は入院継続できるとの行政解釈がされるようになった。
- その他、定期病状報告の審査（38条の3）や退院請求の審査（38条の5）、職権（38条の7）で退院を命じられることがある。
- 管理者は退院後10日以内に退院届を提出しなければならない（33条の2）。

- 医療保護入院による社会的入院（下記#問題点参照）を抑止し、退院を促進するため、平成25年改正で、管理者は、退院後生活環境相談員を選任し（33条の4）、1年未満の入院者で入院届へ添付した入院診療計画書に記載の入院予定期間を経過する場合、1年未満の入院者で以前の審議で決定した入院期間を経過する場合又は1年以上の入院者で必要と認める場合に、退院支援委員会を開催して入院継続の必要性、予定入院期間、退院への取り組みを審議する（33条の6、平成26年障発124号）こととされた。
- 管理者は、入院継続中12か月毎に、定期病状報告書を提出しなければならない（38条の2第2項、施行規則20条）。これには、直近の退院支援委員会の審議記録を添付することとされた。

## 制度の変遷
昭和25年以前
精神病者監護法に基づき、家族から監護義務者が定められ監置の任に当たった。
昭和25年から62年
精神病者監護法の廃止、精神衛生法に基づき措置入院と同意入院・仮入院が規定され、後者は家族のうち保護義務者が同意することとされた。
昭和62年から平成26年
任意入院、応急入院を規定、同意入院は医療保護入院に名称変更し、精神保健指定医の判定を必須としたうえ、保護義務者の同意による入院（33条1項の「1項入院」）と保護義務者の選任を受けていない扶養義務者の同意による4週間を限る入院（33条2項の「2項入院」）の設定、仮入院は入院期間短縮のち廃止、保護義務者を保護者に名称変更、義務が縮小された。
平成26年から
保護者制度を廃止し家族等の同意による入院へ変更、退院促進制度の創設。

## 問題点

### 虐待親族が同意すべき者の場合
虐待を行っている親権者であっても、法律上家族等から排除されない。唯一の家族等である親権者が虐待を行っており、医療保護入院の同意を行わない場合には、親権停止の審判の手続を行い、親権が停止された場合に市町村同意を行う対応や親権停止審判の請求を本案とする保全処分の手続を行う等の対応が考えられるが、成人の精神障害者にはその対応を取ることはできない。
この問題点について、令和5年4月の法改正にて虐待の虞がある親族が同意者から除かれるようになった。

### 悪用問題
親権や財産を狙った家族があたかも精神的に異常があるかのように嘘をつき、精神病院に不当に入院をさせられる被害が日本で勃発している。精神科の既往がない健常者も被害の対象となっている。被害にあっても精神医療審査会が機能していないために退院することができない。この被害に対し警察や検察は介入せず、裁判をしても明らかな不当入院であっても敗訴で終わっている。マスコミも報じることはない為にこの被害は拡大傾向にある。
児童相談所がかかわり、中学生時代一時保護が繰り返された男子高校生（18）はそれを不服として脱走を行い、医療保護された。2023年に人権侵害として、児童相談所を管轄する東京都、入院先の病院、医療保護に同意した母親を訴えた。